# 수요예측
수요예측(需要豫測)은 예측 분석 분야의 하나로, 산업 및 회사의 모든 활동분야에 걸친 계획을 수립하기 위한 기본이다. 매입계약·생산계획·재고계획·판매계획 등을 모두 수요예측 내지 판매예측에 의존하고 있다. 오늘날 모든 기업이 모든 노력을 경주하여 수요예측 문제를 연구하는 것은 바로 이 때문이다. 수요예측은 예측기간에 의하여 장기예측·연차예측 및 단기예측의 3가지로 나뉜다. 이 수요예측을 행하는 데는 우선 정확한 수요분석이 요망된다. 수요분석에 있어서는 가급적 많은 수요결정요인 중에서 중요하고, 측정이 가능하며, 독립된 그리고 때로는 경영자의 관리가 가능한 것을 선택, 독립변수(獨立變數)라 하는 수요함수를 설정하는 것이 효과적이다. 일반적으로 이론적 수요함수는 다수의 수요결정 요인의 독립성을 가정하고 있지만 통계적 분석에는 때때로 수요결정요인의 동시 변동에 의하여 예측효과가 미약하게 된다.

## 같이 보기
- 수요와 공급
- 낙관적 편향